# Southern Air
Southern Air war eine US-amerikanische Frachtfluggesellschaft mit Geschäftssitz in Florence (Kentucky) und operativer Basis auf dem Flughafen Cincinnati. Ab Anfang 2011 setzte die Gesellschaft ihre Flugzeuge primär für das Unternehmen DHL ein, das auf dem Flughafen ein Logistikzentrum besitzt. Southern Air wurde im April 2016 von Atlas Air Worldwide übernommen und fusionierte im November 2021 mit deren Tochtergesellschaft Atlas Air.

## Geschichte

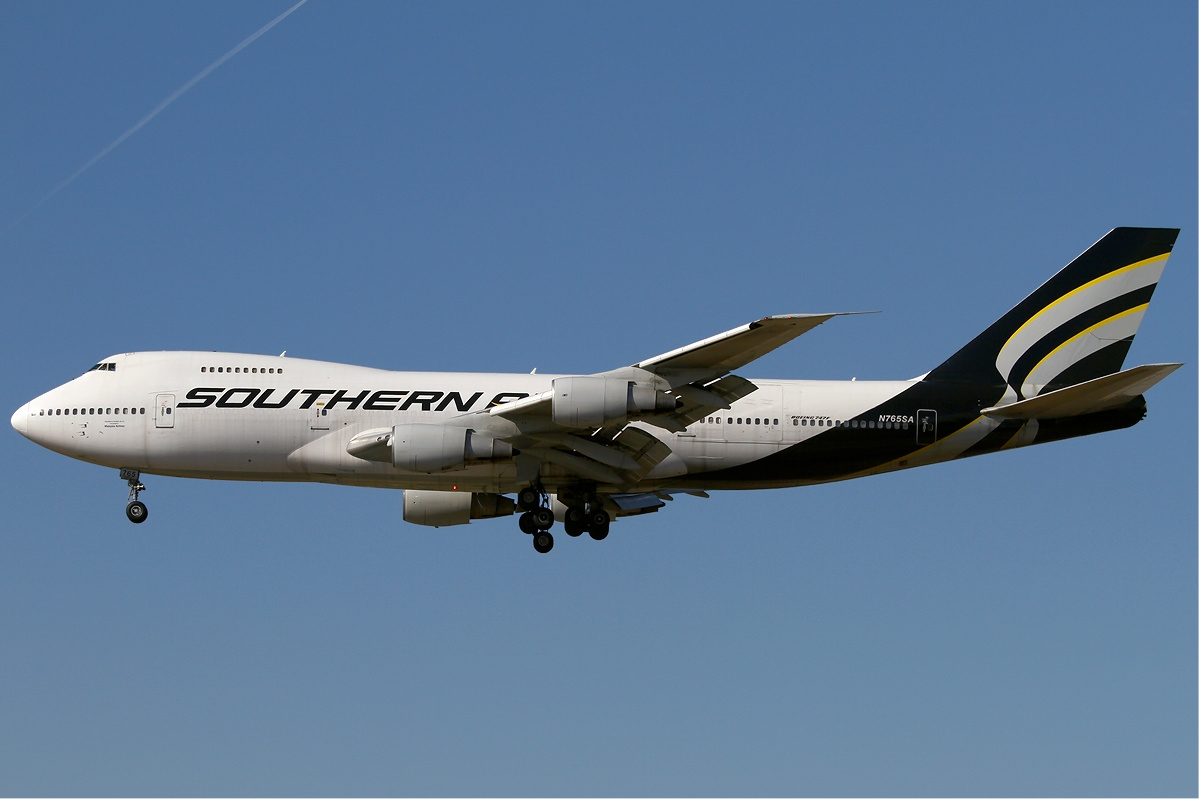
Boeing 747-200 der Southern Air

Southern Air wurde am 10. März 1999 von der in Norwalk (Connecticut) ansässigen Investmentgruppe Devon Partners gegründet, nachdem diese im Februar 1999 das Air Operator Certificate (AOC) sowie die Markenrechte der im Vorjahr insolvent gegangenen Southern Air Transport (SAT) erworben hatte.
Unter den Investoren befanden sich auch ehemalige Angestellte dieses Unternehmens. Die Planungen sahen eine schnelle Wiederaufnahme des Flugbetriebs unter Nutzung des AOC der Southern Air Transport vor, um geleaste Maschinen im Rahmen von ACMI-Vermietungen für andere Unternehmen zu betrieben. Das US-Department of Transportation verlängerte das alte Betreiberzeugnis der SAT jedoch nicht, sondern stellte der damals auf dem Flughafen Rickenbacker International in Columbus (Ohio) beheimateten Gesellschaft erst im November 1999 ein neues AOC aus. Gleichzeitig wurde ein erstes Frachtflugzeug des Typs Boeing 747-200 von dem Leasingunternehmen Air Mobility Inc. gemietet, das kurz zuvor von derselben Investorengruppe in Norwalk gegründet worden war. Mit diesem Flugzeug erfolgte im November 1999 die Betriebsaufnahme, wobei es zunächst im Wetlease für Lufthansa Cargo zum Einsatz kam. Je eine weitere geleaste Boeing 747-200B (SF) übernahm Southern Air im August und September 2000. Bedingt durch Auftragsrückgänge infolge der Terroranschläge am 11. September 2001 beantrage die Gesellschaft im Herbst 2001 erstmals Gläubigerschutz nach dem Chapter 11 des US-Insolvenzrechts und gab ihre drei Flugzeuge an den Leasinggeber zurück.
Der Flugbetrieb wurde im Mai 2002 mit einer von der Air Mobility Inc. gemieteten Boeing 747-200 wieder aufgenommen. Bereits im November 2002 beantragte das Unternehmen erneut Gläubigerschutz nach dem Chapter 11, konnte diesmal aber seine Auftragsflüge fortsetzen. Bis Anfang 2005 stellte Southern Air, die ihren Geschäftssitz zwischenzeitlich von Columbus zurück nach Norwalk verlegt hatte, vier weitere Boeing 747-200 in Dienst. Die Gesellschaft übernahm im Verlauf des Jahres 2006 zusätzlich vier geleaste Flugzeuge dieses Typs, gefolgt von zwei weiteren gemieteten Boeing 747-200 und einer Boeing 747-300 im November 2007.
Die Holding Oak Hill Capital Partners, die unter anderem Eigentümerin der Frachtfluggesellschaft Cargo 360 war, erwarb im Jahr 2007 die Mehrheitsbeteiligung an Southern Air und fusionierte zum Jahresbeginn 2008 die zwei Fluggesellschaften miteinander. Hierbei ging Cargo 360, die lediglich eine Boeing 747-200 und eine Boeing 747-300 besaß, in ihrer neuen Schwestergesellschaft auf. Nach der Fusion bestand die Flotte der Southern Air aus elf Boeing 747-200 und zwei Boeing 747-300. Die ältesten Flugzeuge wurden im Anschluss zeitweise abgestellt beziehungsweise ausgemustert. 

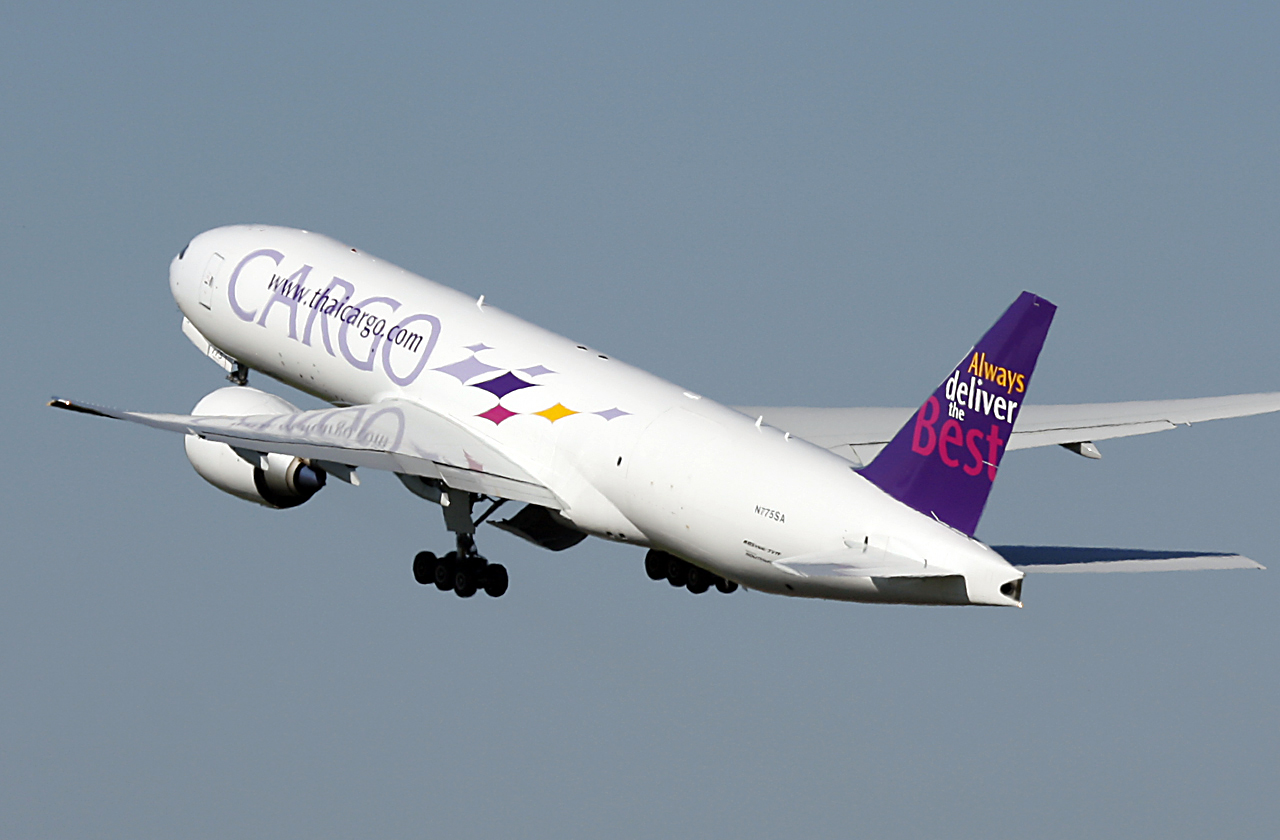
Southern Air setzte ihre ersten Boeing 777F im Jahr 2010 für Thai Airways ein

Im Frühjahr 2009 waren insgesamt 23 Boeing 747 auf Southern Air registriert, von denen sie jedoch nur 14 einsetzte. Die anderen neun Maschinen hatte das Unternehmen aufgrund von Überkapazitäten dauerhaft eingelagert. Im Februar und März 2010 erhielt die Gesellschaft ihre ersten zwei geleasten Frachtflugzeuge des Typs Boeing 777FHT, die bis Dezember 2010 für Thai Airways International betrieben wurden. Beide Maschinen kamen im Anschluss im ACMI-Leasing für DHL auf deren Route von Hongkong über Cincinnati nach Bahrain zum Einsatz. Nach der Übernahme von drei weiteren Boeing 777F bediente Southern Air ab dem 27. März 2012 für DHL auch eine von Hongkong ausgehende weltumspannende Verbindung, die über Los Angeles und Leipzig führte.
Am 28. September 2012 beantragte Southern Air, deren Verbindlichkeiten sich zu dieser Zeit auf 285 Millionen USD beliefen, erneut Gläubigerschutz nach dem Chapter 11. Nach einer Umstrukturierung des Unternehmens, in dessen Verlauf die letzten Boeing 747 ausgemustert wurden, konnte die Gesellschaft diesen Status am 15. April 2013 wieder verlassen. Parallel dazu verlegte sie ihren Geschäftssitz nach Florence (Kentucky) und die operative Basis auf den Flughafen Cincinnati. Seit Frühjahr 2014 setzt das Unternehmen auch Boeing 737-400 im Frachtverkehr für DHL ein. Die Southern Air Holdings kaufte im Frühjahr 2015 die in Miami ansässige Florida West International Airways auf, welche als Tochterunternehmen bestehen blieb. Vorgesehen war eine Aufgabenteilung innerhalb des Konzerns, wobei Florida West den Bereich ACMI-Leasing übernehmen und Southern Air die Auftragsflüge für DHL fortsetzen sollte.
Im Januar 2016 kündigte Atlas Air Worldwide, Eigentümerin der Frachtfluggesellschaft Atlas Air, den Aufkauf der Southern Air Holdings mitsamt deren Tochterunternehmen zum Preis von 110 Millionen USD an. Die Übernahme wurde am 7. April 2016 abgeschlossen. Die Holding Atlas Air Worldwide gab im Juni 2016 bekannt, dass Southern Air und Florida West mit der Fluggesellschaft Atlas Air zusammengeschlossen werden sollen. Als erstes wurde Florida West im März 2017 mit dieser Gesellschaft fusioniert und ihr Betreiberzeugnis aufgekündigt. Am 17. November 2021 gab Atlas Air Worldwide den Abschluss der Fusion der Southern Air mit der Fluggesellschaft Atlas Air bekannt.

## Flotte

### Flotte bei Betriebseinstellung

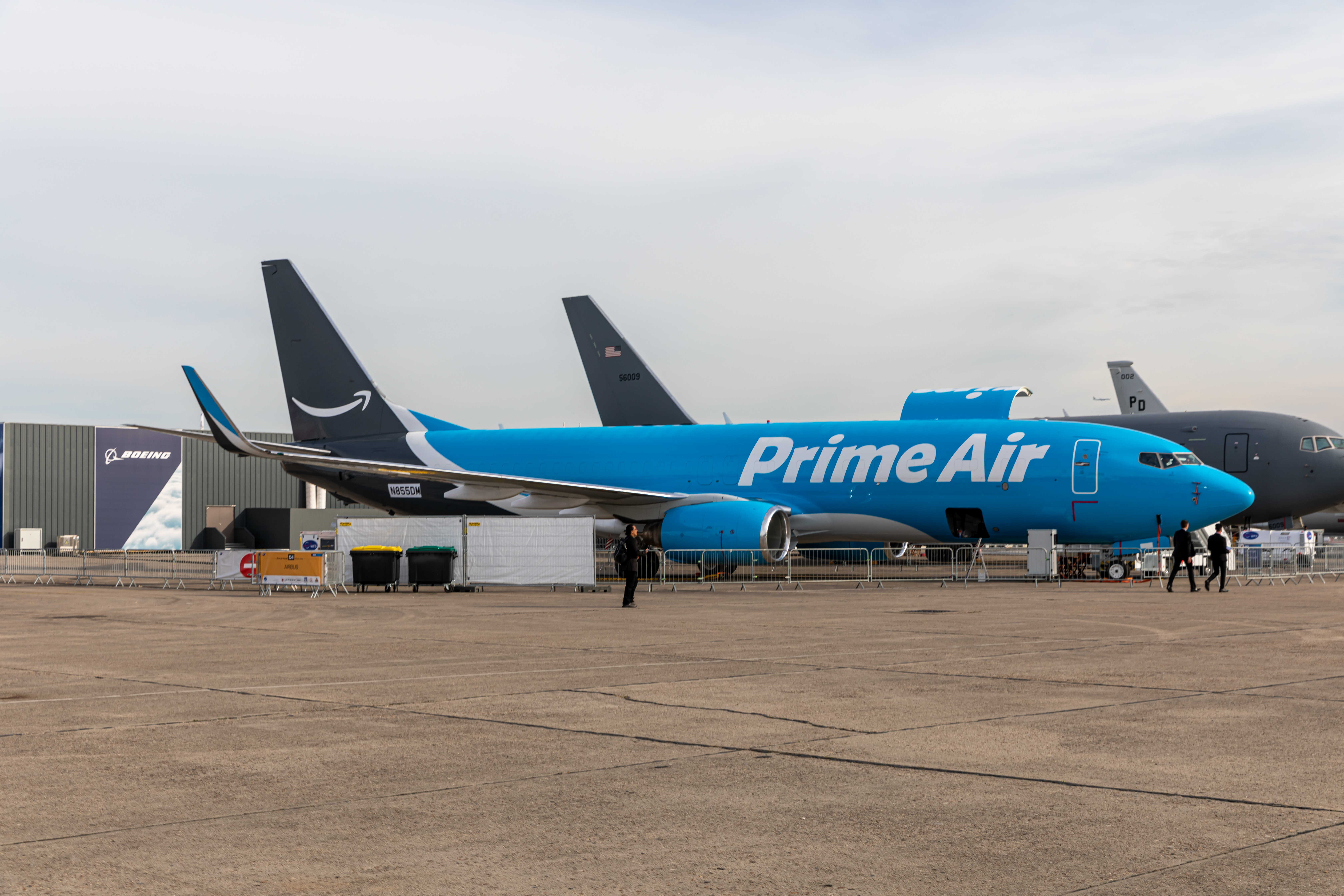
Boeing 737-800 BCF, betrieben für Amazon Prime Air auf der Paris Air Show 2019

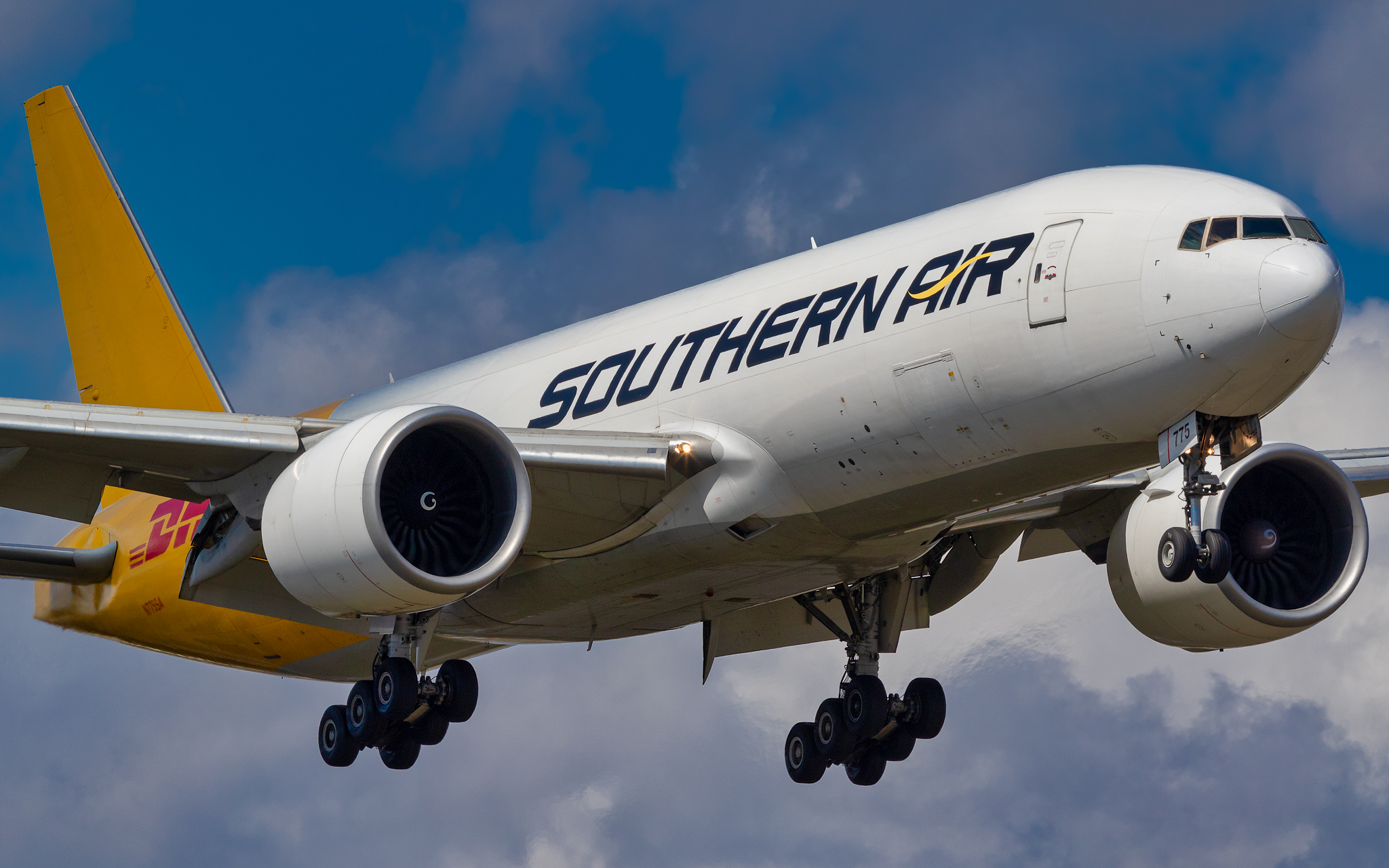
Boeing 777F der Southern Air

Mit Stand April 2020 bestand die Flotte der Southern Air aus 20 Frachtflugzeugen mit einem Durchschnittsalter von 15,2 Jahren:
| Flugzeugtyp       | Anzahl | bestellt | Anmerkungen                    | Durchschnittsalter (April 2020) |
| ----------------- | ------ | -------- | ------------------------------ | ------------------------------- |
| Boeing 737-400    | 6      |          |                                | 25,2 Jahre                      |
| Boeing 737-800BCF | 5      |          | für Amazon Prime Air betrieben | 17,4 Jahre                      |
| Boeing 777F       | 9      |          | eine inaktiv                   | 7,2 Jahre                       |
| Gesamt            | 20     |          |                                | 15,2 Jahre                      |

### Zuvor eingesetzte Flugzeuge
Zuvor setzte Southern Air auch folgende Flugzeugtypen ein:
- Boeing 747-200
- Boeing 747-300

Daneben war ab März 2006 eine McDonnell Douglas DC-10-30 im Passagierkonfiguration auf das Unternehmen registriert, die Southern Air jedoch nie aktiv genutzt hat. Das Flugzeug wurde direkt nach seiner Übernahme dauerhaft in Marana eingelagert.